# Sara Svensk
Sara Svensk née le  12 avril 1989 à Göteborg est une triathlète et duahtlète professionnelle suédoise, vainqueur sur compétition Ironman et Ironman 70.3.

## Palmarès
Le tableau présente les résultats les plus significatifs (podium) obtenus sur le circuit international de triathlon et de duathlon depuis 2015,.
| Année | Compétition                            | Pays                | Position           | Temps           |
| ----- | -------------------------------------- | ------------------- | ------------------ | --------------- |
| 2023  | Championnats du monde longue distance  | Espagne             | Médaille d'argent  | 6 h 2 min 10 s  |
| 2022  | Challenge Vansbro                      | Suède               | Médaille d'argent  | 4 h 7 min 48 s  |
| 2022  | Ironman 70.3 Gdynia                    | Pologne             | Médaille d'argent  | 4 h 9 min 58 s  |
| 2021  | Ironman Cozumel                        | Mexique             | Médaille d'or      | 8 h 22 min 40 s |
| 2021  | Ironman 70.3 Dubai                     | Émirats arabes unis | Médaille de bronze | 4 h 5 min 16 s  |
| 2019  | Ironman Barcelone                      | Espagne             | Médaille d'or      | 8 h 34 min 10 s |
| 2019  | Ironman 70.3 Autriche                  | Autriche            | Médaille d'or      | 4 h 26 min 5 s  |
| 2019  | Challenge Danemark Half                | Danemark            | Médaille d'or      | 4 h 10 min 28 s |
| 2019  | Championnats de Suède moyenne distance | Suède               | Médaille d'or      | 3 h 52 min 38 s |
| 2018  | Championnats de Suède moyenne distance | Suède               | Médaille d'or      | 4 h 11 min 3 s  |
| 2016  | Championnats de Suède de duathlon      | Suède               | Médaille d'or      | 2 h 1 min 38 s  |
| 2015  | Championnats de Suède moyenne distance | Suède               | Médaille d'or      | 4 h 32 min 50 s |
| 2015  | Championnats de Suède de duathlon      | Suède               | Médaille d'argent  | 2 h 8 min 59 s  |